# Чемпионат мира по футболу 2014 (отборочный турнир, УЕФА)
Отборочный турнир чемпионата мира по футболу 2014 года в зоне УЕФА прошел с 7 сентября 2012 года и по 19 ноября 2013 года. В финальный турнир вышли 13 команд.

## Участники
В турнире участвовали команды всех 53-х национальных ассоциаций, входящих в УЕФА.
| Корзина 1                                                                                       | Корзина 2                                                                                | Корзина 3                                                                                                | Корзина 4                                                                                          | Корзина 5                                                                                               | Корзина 6                                                                                 |
| ----------------------------------------------------------------------------------------------- | ---------------------------------------------------------------------------------------- | --- | -------------------------------------------------------------------------------------------------- | --- | ----------------------------------------------------------------------------------------- |
| - Испания - Нидерланды - Германия - Англия - Португалия - Италия - Хорватия - Норвегия - Греция | - Франция - Черногория - Россия - Швеция - Дания - Словения - Турция - Сербия - Словакия | - Швейцария - Израиль - Ирландия - Бельгия - Чехия - Босния и Герцеговина - Беларусь - Украина - Венгрия | - Болгария - Румыния - Грузия - Литва - Албания - Шотландия - Северная Ирландия - Австрия - Польша | - Армения - Финляндия - Эстония - Кипр - Латвия - Молдова - Македония - Азербайджан - Фарерские острова | - Уэльс - Лихтенштейн - Исландия - Казахстан - Люксембург - Мальта - Андорра - Сан-Марино |

Жирным выделены команды, прошедшие в финальную часть.

## Жеребьёвка
Жеребьёвка турнира прошла 30 июля 2011 года в Рио-де-Жанейро (Бразилия).

### Регламент жеребьёвки
- 53 команды были распределены по корзинам в зависимости от рейтинга ФИФА по состоянию на июль 2011 года.
- В процессе жеребьёвки команды разбиваются на 8 групп по 6 команд и одну группу из 5 команд.
- Команды из корзины № 6 помещаются на шестую позицию (в группах A — H), команды из корзины № 5 — на пятую позицию, из корзины № 4 — на четвёртую, и так далее.
- Жеребьёвка начинается с корзины № 6 и заканчивается корзиной № 1. Каждая корзина должна быть полностью опустошена до того, как перейти к следующей корзине.
- Группы заполняются, начиная с группы A и заканчивая группой I (группой H для корзины № 6).
- С учётом сложных политических отношений между Арменией и Азербайджаном, а также между Россией и Грузией УЕФА потребовала, чтобы ФИФА поддержала текущую политику УЕФА по невключению этих команд в одни группы квалификации. В результате для Армении и Азербайджана, а также для Грузии и России были созданы соответствующие корзины.

## Формат турнира
Команды образовали 9 групп (8 групп по 6 команд и одна группа из 5 команд) и сыграли по круговой системе в 2 круга. Победители групп вышли в финальный турнир чемпионата мира. 8 лучших команд, занявших вторые места в группах, разбились на пары и сыграли в стыковых матчах на поле каждого из соперников. Победители стыковых матчей вышли в финальный турнир чемпионата мира.
При равенстве очков у двух и более команд в группе преимущество отдавалось в соответствии с установленными критериями в заданном приоритете:
1. разность забитых и пропущенных мячей во всех матчах;
2. количество забитых мячей во всех матчах;
3. количество набранных очков в личных встречах;
4. разность забитых и пропущенных мячей в личных встречах;
5. количество мячей, забитых в личных встречах (при этом каждый мяч, забитый на чужом поле, считается как два);
6. жеребьёвка или матч плей-офф, если комитет ФИФА сочтёт его возможным.

## Группы
Жеребьёвка состоялась 30 июля 2011 года.
Цветовые обозначения
 Команда квалифицировалась в финальный турнир ЧМ-2014
 Команда получила право участвовать в стыковых матчах
 Команда не смогла квалифицироваться в финальный турнир ЧМ-2014

### Группа A
| М | Команда   | И  | В | Н | П | Мячи    | ±   | О  |
| - | --------- | -- | - | - | - | ------- | --- | -- |
| 1 | Бельгия   | 10 | 8 | 2 | 0 | 18 − 4  | +14 | 26 |
| 2 | Хорватия  | 10 | 5 | 2 | 3 | 12 − 9  | +3  | 17 |
| 3 | Сербия    | 10 | 4 | 2 | 4 | 18 − 11 | +7  | 14 |
| 4 | Шотландия | 10 | 3 | 2 | 5 | 8 − 12  | −4  | 11 |
| 5 | Уэльс     | 10 | 3 | 1 | 6 | 9 − 20  | −11 | 10 |
| 6 | Македония | 10 | 2 | 1 | 7 | 7 − 16  | −9  | 7  |

И — игры, В — выигрыши, Н — ничьи, П — проигрыши, Мячи — забитые и пропущенные голы, ± — разница голов, О — очки

### Группа B
| М | Команда  | И  | В | Н | П | Мячи    | ±   | О  |
| - | -------- | -- | - | - | - | ------- | --- | -- |
| 1 | Италия   | 10 | 6 | 4 | 0 | 19 − 9  | +10 | 22 |
| 2 | Дания    | 10 | 4 | 4 | 2 | 17 − 12 | +5  | 16 |
| 3 | Чехия    | 10 | 4 | 3 | 3 | 13 − 9  | +4  | 15 |
| 4 | Болгария | 10 | 3 | 4 | 3 | 14 − 9  | +5  | 13 |
| 5 | Армения  | 10 | 4 | 1 | 5 | 12 − 13 | −1  | 13 |
| 6 | Мальта   | 10 | 1 | 0 | 9 | 5 − 28  | −23 | 3  |

И — игры, В — выигрыши, Н — ничьи, П — проигрыши, Мячи — забитые и пропущенные голы, ± — разница голов, О — очки

### Группа C
| М | Команда           | И  | В | Н | П | Мячи    | ±   | О  |
| - | ----------------- | -- | - | - | - | ------- | --- | -- |
| 1 | Германия          | 10 | 9 | 1 | 0 | 36 − 10 | +26 | 28 |
| 2 | Швеция            | 10 | 6 | 2 | 2 | 19 − 14 | +5  | 20 |
| 3 | Австрия           | 10 | 5 | 2 | 3 | 20 − 10 | +10 | 17 |
| 4 | Ирландия          | 10 | 4 | 2 | 4 | 16 − 17 | −1  | 14 |
| 5 | Казахстан         | 10 | 1 | 2 | 7 | 6 − 21  | −15 | 5  |
| 6 | Фарерские острова | 10 | 0 | 1 | 9 | 4 − 29  | −25 | 1  |

И — игры, В — выигрыши, Н — ничьи, П — проигрыши, Мячи — забитые и пропущенные голы, ± — разница голов, О — очки

### Группа D
| М | Команда    | И  | В | Н | П  | Мячи    | ±   | О  |
| - | ---------- | -- | - | - | -- | ------- | --- | -- |
| 1 | Нидерланды | 10 | 9 | 1 | 0  | 34 − 5  | +29 | 28 |
| 2 | Румыния    | 10 | 6 | 1 | 3  | 19 − 12 | +7  | 19 |
| 3 | Венгрия    | 10 | 5 | 2 | 3  | 21 − 20 | +1  | 17 |
| 4 | Турция     | 10 | 5 | 1 | 4  | 16 − 9  | +7  | 16 |
| 5 | Эстония    | 10 | 2 | 1 | 7  | 6 − 20  | −14 | 7  |
| 6 | Андорра    | 10 | 0 | 0 | 10 | 0 − 30  | −30 | 0  |

И — игры, В — выигрыши, Н — ничьи, П — проигрыши, Мячи — забитые и пропущенные голы, ± — разница голов, О — очки

### Группа E
| М | Команда   | И  | В | Н | П | Мячи    | ±   | О  |
| - | --------- | -- | - | - | - | ------- | --- | -- |
| 1 | Швейцария | 10 | 7 | 3 | 0 | 17 − 6  | +11 | 24 |
| 2 | Исландия  | 10 | 5 | 2 | 3 | 17 − 15 | +2  | 17 |
| 3 | Словения  | 10 | 5 | 0 | 5 | 14 − 11 | +3  | 15 |
| 4 | Норвегия  | 10 | 3 | 3 | 4 | 10 − 13 | −3  | 12 |
| 5 | Албания   | 10 | 3 | 2 | 5 | 9 − 11  | −2  | 11 |
| 6 | Кипр      | 10 | 1 | 2 | 7 | 4 − 15  | −11 | 5  |

И — игры, В — выигрыши, Н — ничьи, П — проигрыши, Мячи — забитые и пропущенные голы, ± — разница голов, О — очки

### Группа F
| М | Команда           | И  | В | Н | П | Мячи    | ±   | О  |
| - | ----------------- | -- | - | - | - | ------- | --- | -- |
| 1 | Россия            | 10 | 7 | 1 | 2 | 20 − 5  | +15 | 22 |
| 2 | Португалия        | 10 | 6 | 3 | 1 | 20 − 9  | +11 | 21 |
| 3 | Израиль           | 10 | 3 | 5 | 2 | 19 − 14 | +5  | 14 |
| 4 | Азербайджан       | 10 | 1 | 6 | 3 | 7 − 11  | −4  | 9  |
| 5 | Северная Ирландия | 10 | 1 | 4 | 5 | 9 − 17  | −8  | 7  |
| 6 | Люксембург        | 10 | 1 | 3 | 6 | 7 − 26  | −19 | 6  |

И — игры, В — выигрыши, Н — ничьи, П — проигрыши, Мячи — забитые и пропущенные голы, ± — разница голов, О — очки

### Группа G
| М | Команда              | И  | В | Н | П | Мячи    | ±   | О  |
| - | -------------------- | -- | - | - | - | ------- | --- | -- |
| 1 | Босния и Герцеговина | 10 | 8 | 1 | 1 | 30 − 6  | +24 | 25 |
| 2 | Греция               | 10 | 8 | 1 | 1 | 12 − 4  | +8  | 25 |
| 3 | Словакия             | 10 | 3 | 4 | 3 | 11 − 10 | +1  | 13 |
| 4 | Литва                | 10 | 3 | 2 | 5 | 9 − 11  | −2  | 11 |
| 5 | Латвия               | 10 | 2 | 2 | 6 | 10 − 20 | −10 | 8  |
| 6 | Лихтенштейн          | 10 | 0 | 2 | 8 | 4 − 25  | −21 | 2  |

И — игры, В — выигрыши, Н — ничьи, П — проигрыши, Мячи — забитые и пропущенные голы, ± — разница голов, О — очки

### Группа H
| М | Команда    | И  | В | Н | П  | Мячи    | ±   | О  |
| - | ---------- | -- | - | - | -- | ------- | --- | -- |
| 1 | Англия     | 10 | 6 | 4 | 0  | 31 − 4  | +27 | 22 |
| 2 | Украина    | 10 | 6 | 3 | 1  | 28 − 4  | +24 | 21 |
| 3 | Черногория | 10 | 4 | 3 | 3  | 18 − 17 | +1  | 15 |
| 4 | Польша     | 10 | 3 | 4 | 3  | 18 − 12 | +6  | 13 |
| 5 | Молдова    | 10 | 3 | 2 | 5  | 12 − 17 | −5  | 11 |
| 6 | Сан-Марино | 10 | 0 | 0 | 10 | 1 − 54  | −53 | 0  |

И — игры, В — выигрыши, Н — ничьи, П — проигрыши, Мячи — забитые и пропущенные голы, ± — разница голов, О — очки

### Группа I
| М | Команда   | И | В | Н | П | Мячи   | ±   | О  |
| - | --------- | - | - | - | - | ------ | --- | -- |
| 1 | Испания   | 8 | 6 | 2 | 0 | 14 − 3 | +11 | 20 |
| 2 | Франция   | 8 | 5 | 2 | 1 | 15 − 6 | +9  | 17 |
| 3 | Финляндия | 8 | 2 | 3 | 3 | 5 − 9  | −4  | 9  |
| 4 | Грузия    | 8 | 1 | 2 | 5 | 3 − 10 | −7  | 5  |
| 5 | Беларусь  | 8 | 1 | 1 | 6 | 7 − 16 | −9  | 4  |

И — игры, В — выигрыши, Н — ничьи, П — проигрыши, Мячи — забитые и пропущенные голы, ± — разница голов, О — очки

### Рейтинг команд, занявших вторые места в группах
| Гр | Команда (рейтинг ФИФА) | И | В | Н | П | Голы  | ±  | О  |                   | «Шестая команда» |
| G  | Греция (15)            | 8 | 6 | 1 | 1 | 9−4   | +5 | 19 | Лихтенштейн       |                  |
| I  | Франция (21)           | 8 | 5 | 2 | 1 | 15−6  | +9 | 17 | Нет               |                  |
| F  | Португалия (14)        | 8 | 4 | 3 | 1 | 15−8  | +7 | 15 | Люксембург        |                  |
| H  | Украина (20)           | 8 | 4 | 3 | 1 | 11−4  | +7 | 15 | Сан-Марино        |                  |
| C  | Швеция (25)            | 8 | 4 | 2 | 2 | 15−13 | +2 | 14 | Фарерские острова |                  |
| E  | Исландия (46)          | 8 | 4 | 2 | 2 | 15−14 | +1 | 14 | Кипр              |                  |
| D  | Румыния (29)           | 8 | 4 | 1 | 3 | 11−12 | −1 | 13 | Андорра           |                  |
| A  | Хорватия (18)          | 8 | 3 | 2 | 3 | 9−8   | +1 | 11 | Македония         |                  |
| B  | Дания (26)             | 8 | 2 | 4 | 2 | 9−11  | −3 | 10 |                   | Мальта           |

## Стыковые матчи
По результатам группового турнира, команда из занявших второе место, показавшая наихудшие результаты, выбывает из борьбы, а остальные 8 разбиваются на пары и играют по 2 стыковых матча — по одному матчу на поле каждого из соперников (15 ноября и 19 ноября 2013 года).

### Жеребьёвка
При жеребьёвке команды разбиваются на две группы (сеяные — несеяные) согласно рейтингу ФИФА на 17 октября:
| Сеяные                                                         | Несеяные                                                    |
| -------------------------------------------------------------- | ----------------------------------------------------------- |
| - Португалия (14) - Греция (15) - Хорватия (18) - Украина (20) | - Франция (21) - Швеция (25) - Румыния (29) - Исландия (46) |

По результатам жеребьёвки, состоявшейся 21 октября 2013 года в Цюрихе в 16:00 по московскому времени, команды распределились следующим образом:
| Команда 1  | Итог | Команда 2 | 1-й матч | 2-й матч |
| ---------- | ---- | --------- | -------- | -------- |
| Исландия   | 0:2  | Хорватия  | 0:0      | 0:2      |
| Португалия | 4:2  | Швеция    | 1:0      | 3:2      |
| Украина    | 2:3  | Франция   | 2:0      | 0:3      |
| Греция     | 4:2  | Румыния   | 3:1      | 1:1      |

## Бомбардиры
11 голов
| - Робин Ван Перси |

10 голов
| - Эдин Джеко |

8 голов
- Месут Озиль
- Ведад Ибишевич

7 голов
- Уэйн Руни

6 голов
| - Давид Алаба - Томер Хемед | - Эден Бен-Басат - Робби Кин | - Элдер Поштига - Златан Ибрагимович |

5 голов
| - Звездан Мисимович - Марко Ройс - Марио Балотелли - Джермейн Ленс | - Рафаэль ван дер Варт - Александр Кержаков - Чиприан Марика - Миливое Новакович | - Умут Булут - Бурак Йылмаз - Франк Рибери |

4 гола
| - Дэнни Уэлбек - Фрэнк Лэмпард - Юра Мовсисян - Кевин Де Брёйне - Балаж Джуджак - Мирослав Клозе - Марио Гетце - Томас Мюллер - Андре Шюррле | - Даниэль Аггер - Гильфи Сигурдссон - Колбейнн Сигторссон - Педро Родригес - Пабло Освальдо - Евгений Сидоренко - Якуб Блащиковски - Криштиану Роналду - Бруну Алвеш | - Александр Кокорин - Александар Коларов - Гарет Бейл - Андрия Делибашич - Деян Дамьянович - Марко Девич - Андрей Ярмоленко |

3 гола
| - Марк Янко - Мартин Харник - Джермейн Дефо - Генрих Мхитарян - Александар Тонев - Станислав Манолев - Миралем Пьянич - Тони Кроос - Димитрис Салпингидис - Никлас Бендтнер | - Джонатан Уолтерс - Йоуханн Берг Гвюдмюндссон - Биркир Бьяднасон - Альваро Негредо - Арьен Роббен - Роберт Левандовски - Виктор Файзулин - Роман Широков - Габриэль Торже - Филип Джуричич | - Марек Сапара - Мартин Якубко - Евгений Коноплянка - Евгений Хачериди - Евгений Селезнёв - Роман Безус - Аарон Рэмси - Марио Манджукич - Фабиан Шер - Юхан Эльмандер |

2 гола
| - Филипп Хозинер - Златко Юнузович - Андреас Иваншиц - Руслан Абышов - Вальдет Рама - Эдгар Чани - Хамди Салихи - Алекс Окслейд-Чемберлен - Дэниел Старридж - Стивен Джеррард - Араз Озбилиз - Кристиан Бентеке - Венсан Компани - Эден Азар - Кевин Миральяс - Ромелу Лукаку - Ивелин Попов - Эмил Гаргоров - Адам Салаи - Золтан Гера - Владимир Коман - Тамаш Хайнал - Даниэль Беде - Пер Мертезакер - Теофанис Гекас - Константинос Митроглу - Мортен Расмуссен - Альвред Финнбогасон | - Серхио Рамос - Жорди Альба - Даниэле Де Росси - Андрей Финонченко - Эфстатиос Алонефтис - Александр Цауня - Эдгарас Чеснаускис - Девидас Матулявичус - Даниэль Да Мота - Стефано Бенси - Орельен Йоахим - Агим Ибраими - Майкл Мифсуд - Александр Антонюк - Рюбен Схакен - Клас Ян Хунтелар - Брюно Мартинс Инди - Бреде Хангеланд - Тарик Эльюнусси - Джошуа Кинг - Лукаш Пищек - Адриан Межеевский - Пётр Зелински - Силвестре Варела - Денис Глушаков - Александр Самедов - Костин Лазэр - Мартин Патерсон | - Гарет Маколи - Душан Тадич - Марек Гамшик - Тим Матавж - Мевлют Эрдинч - Сельчук Инан - Артём Федецкий - Каспер Хямяляйнен - Теэму Пукки - Оливье Жиру - Эдуардо да Силва - Мирко Вучинич - Фатос Бечирай - Эльсад Зверотич - Матей Выдра - Томаш Пекгарт - Штефан Лихтштайнер - Марио Гавранович - Гёкхан Инлер - Джердан Шакири - Гранит Джака - Расмус Эльм - Александр Качаниклич - Тобиас Хюсен - Роберт Снодграс - Константин Васильев |

1 гол
| - Дьёрдь Гарич - Себастиан Прёдль - Рауф Алиев - Рахид Амиркулиев - Махир Шукюров - Руфат Дадашов - Вагиф Джавадов - Эрьон Богдани - Армандо Садику - Одисе Роши - Джеймс Милнер - Лейтон Бейнс - Эшли Янг - Андрос Таунсенд - Рики Ламберт - Артур Саркисов - Геворг Казарян - Карлен Мкртчян - Сергей Корниленко - Тимофей Калачёв - Егор Филипенко - Антон Путило - Ренан Брессан - Станислав Драгун - Дмитрий Верховцов - Ян Вертонген - Стивен Дефур - Гийом Жилле - Маруан Феллайни - Георгий Миланов - Димитр Рангелов - Иван Иванов - Радослав Димитров - Изет Хайрович - Эрмин Бичакчич - Сенад Лулич - Харис Медунянин - Роланд Юхас - Кристиан Немет - Тамаш Пришкин - Вильмош Ванцак - Неманья Николич - Илкай Гюндоган - Сами Хедира - Бастиан Швайнштайгер - Никос Спиропулос - Сотирис Нинис - Лазарос Христодулопулос - Йоргос Карагунис - Торнике Окриашвили - Гурам Кашия - Александр Кобахидзе - Уильям Квист - Андреас Корнелиус - Симон Кьер - Ники Цимлинг - Леон Андреасен - Ники Билли Нильсен - Андреас Бьелланн - Лиор Рефаэлов - Рами Гершон - Бибрас Натхо - Махран Ради - Маор Меликсон - Итай Шехтер - Эран Захави - Энди Кио - Даррен О’Ди - Марк Уилсон - Кевин Дойл - Джон О’Ши - Каури Аурнасон - Роберто Сольдадо - Хави - Хуан Мата - Маттиа Дестро - Андреа Пирло - Риккардо Монтоливо | - Альберто Аквилани - Альберто Джилардино - Федерико Пелузо - Джорджо Кьеллини - Алессандро Флоренци - Кайрат Нардаулетов - Генрих Шмидтгаль - Нурбол Жумаскалиев - Дмитрий Шомко - Константинос Макридис - Венсан Лабан - Каспар Горкш - Марис Верпаковский - Владимир Камеш - Эдгар Гаурач - Артур Зюзин - Наурис Булвитис - Ренарс Роде - Валерий Шабала - Фёдор Чёрных - Тадас Киянскас - Саулюс Миколюнас - Марюс Жалюкас - Дарвидас Шярнас - Мишель Польверино - Матиас Христен - Николас Хаслер - Мартин Бюхель - Матиас Йениш - Йован Костовский - Николче Новеский - Александр Трайковский - Иван Тричковский - Адис Яховик - Клейтон Фэйла - Эдвард Эррера - Родерик Бриффа - Александр Епуряну - Сергей Даду - Александр Суворов - Виорел Фрунзе - Игорь Армаш - Артур Ионита - Лучано Нарсинг - Кевин Стротман - Уэсли Снейдер - Том Хогли - Маркус Хенриксен - Йон Арне Риисе - Даниэль Бротен - Якуб Вавжиняк - Камиль Глик - Лукаш Теодорчик - Якуб Косецки - Вальдемар Собота - Фабиу Куэнтрау - Угу Алмейда - Рикарду Кошта - Нани - Василий Березуцкий - Александру Кипчу - Клаудиу Кесеру - Валерикэ Гэман - Александру Максим - Кристиан Тэнасе - Георге Грозав - Михай Пинтилий - Богдан Станку - Адриан Муту - Алессандро Делла Валле - Дин Шилс - Найалл МакГинн - Дэвид Хили - Джейми Уорд - Стивен Дэвис - Зоран Тошич - Бранислав Иванович - Миралем Сулеймани | - Лазар Маркович - Филип Джорджевич - Александар Митрович - Стефан Щепович - Душан Баста - Ян Дюрица - Виктор Печовски - Корнел Салата - Рене Крхин - Йосип Иличич - Марко Шулер - Кевин Кампль - Андраж Кирм - Боштьян Цесар - Вальтер Бирса - Арда Туран - Эмре Белозоглу - Роман Зозуля - Олег Гусев - Денис Гармаш - Виталий Мандзюк - Ярослав Ракицкий - Эдмар - Хэл Робсон-Кану - Саймон Чёрч - Арнбьёрн Хансен - Халлур Ханссон - Рогви Балдвинссон - Фроди Беньяминсен - Роман Ерёменко - Абу Диаби - Этьен Копуэ - Кристоф Жалле - Матье Вальбуэна - Самир Насри - Поль Погба - Карим Бензема - Никица Елавич - Иван Перишич - Ведран Чорлука - Иван Ракитич - Ивица Олич - Деян Ловрен - Нико Кранчар - Никола Дринчич - Лука Джорджевич - Милан Йованович - Стеван Йоветич - Теодор Гебре Селасси - Ян Резек - Даниэл Коларж - Вацлав Кадлец - Давид Лафата - Либор Козак - Томаш Хюбшман - Томаш Росицкий - Боржек Дочкал - Михаэль Ланг - Транквилло Барнетта - Харис Сеферович - Блерим Джемайли - Маркус Берг - Михаэль Лустиг - Андерс Свенссон - Мартин Ольссон - Шон Малони - Аня Икечи - Кенни Миллер - Джеймс Моррисон - Грант Хэнли - Стивен Нейсмит - Хенри Аниер - Андрес Опер - Йоэль Линдпере - Тармо Кинк |